# Cascade (Iowa)
Cascade é uma cidade localizada no estado americano de Iowa, no Condado de Dubuque e Condado de Jones.

## Demografia
Segundo o censo americano de 2000, a sua população era de 1958 habitantes.
Em 2006, foi estimada uma população de 2122, um aumento de 164 (8.4%).

## Geografia
De acordo com o United States Census Bureau tem uma área de
2,9 km², dos quais 2,9 km² cobertos por terra e 0,0 km² cobertos por água. Cascade localiza-se a aproximadamente 252 m acima do nível do mar.

## Localidades na vizinhança
O diagrama seguinte representa as localidades num raio de 20 km ao redor de Cascade.